# آیچی کوکوکی

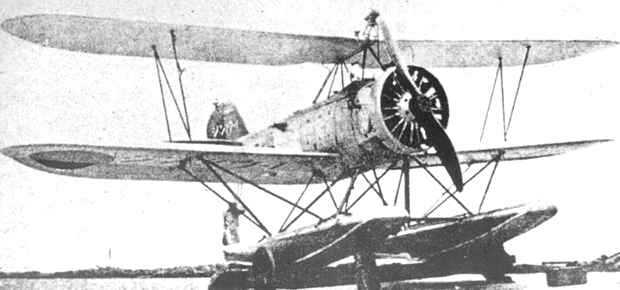
هواگرد Aichi E3A ساخت شرکت آیچی کوکوکی

آیچی کوکوکی (愛知航空機株式会社 Aichi Kōkūki Kabushiki Kaisha, Aichi Aircraft Co., Ltd.) یک شرکت ژاپنی فعال در حوزه صنایع هوافضایی بود که هواگردهای بسیاری برای نیروی دریایی امپراتوری ژاپن در زمان جنگ جهانی تولید نمود. بعد از جنگ، این شرکت وارد زمینه‌ی خودروسازی شد و در سال ۱۹۶۶ با نیسان ادغام گردید.